# SN 1980O
SN 1980O – supernowa typu II odkryta 30 grudnia 1980 roku w galaktyce NGC 1255. W momencie odkrycia miała maksymalną jasność 17,00m.